# Iqta
Iqta je bila zemljiška posest, ki so jo v islamskih državah za določen čas dobili vojaški oficirji namesto redne plače. 
Iqto se pogosto napačno primerja s fevdom v srednjeveški Evropi. Sistem iqta je bil vzpostavljen v 9. stoletju. Njegov namen je bil zmanjšati pritisk na državno blagajno v obdobjih, ko so bili dohodki od davkov ali plen iz vojaških pohodov premajhni, da bi država poravnala vse svoje obveznosti.